# Резолюция Совета Безопасности ООН 1387
Резолюция 1387 Совета Безопасности Организации Объединённых Наций, единогласно принятая 15 января 2002 года после ссылок на предыдущие резолюции по Хорватии, включая резолюции 779 (1992), 981 (1995), 1088 (1996), 1147 (1998), 1183 (1998), 1222 (1999), 1252 (1999), 1285 (2000), 1307 (2000), 1357 (2001) и 1362 (2001), Совет уполномочил Миссию наблюдателей Организации Объединённых Наций на Превлакском полуострове продолжать наблюдение за демилитаризацией в районе одноимённого полуострова в Хорватии в течение шести месяцев до 15 июля 2002 года. Это была первая резолюция Совета Безопасности, принятая в 2002 году.
Совет Безопасности приветствовал спокойную и стабильную ситуацию на Превлакском полуострове и с удовлетворением узнал, что Хорватия и Союзная Республика Югославия договорились о создании Пограничной комиссии. Было отмечено, что присутствие Миссии в значительной степени способствовало сохранению условий, способствующих урегулированию спора.
В резолюции приветствовалось, что Хорватия и Союзная Республика Югославия (Сербия и Черногория) добиваются прогресса в нормализации своих отношений. Совет настоятельно призвал обе стороны прекратить нарушения режима демилитаризации, сотрудничать с наблюдателями Организации Объединённых Наций и обеспечить наблюдателям полную свободу передвижения. Обе страны были призваны осуществлять меры укрепления доверия, предусмотренные резолюцией 1252, и сообщать о ходе своих двусторонних переговоров не реже двух раз в месяц. Наконец, Силы по стабилизации, санкционированные резолюцией 1088 и расширенные резолюцией 1357, должны были сотрудничать с Миссией ООН.
Хорватия просила приостановить миссию, чтобы дать обеим странам больше времени для урегулирования своих разногласий, в то время как Черногория выстпупала за более длительный мандат.